# 神戸市水道局
神戸市水道局（こうべしすいどうきょく）は、兵庫県神戸市への上水道及び工業用水道の供給を行う神戸市の経営する地方公営企業である。

## 事業
- 需要者への給水

## 施設

### 貯水池
- 千苅貯水池

- 布引貯水池

- 烏原貯水池

### 浄水場
- 上ヶ原浄水場、奥平野浄水場、千苅浄水場、本山浄水場

### 大容量送水管
- 大容量送水管は、水源の4分の3を阪神水道企業団から受水している本市において、3本目となる新たな送水トンネルで、市街地の地下深くを通り、高い耐震性能と大きな貯留機能を備えた送水管。芦屋市境から住吉川給水拠点までは厚生労働省のモデル事業として平成14年（2002年）度に整備を完了し、住吉川給水拠点～奥平野浄水場までは厚生労働省補助事業として整備を進めてきた[2]。
  - 本線延長－12.8km、口径－2.4m、計画送水能力－1日最大40万m3、事業費－約370億円、工期－平成8年（1996年）～平成27年（2015年）度[3]

## 経営状況
2023年（令和5年）度
- 営業収益 29,931,333,154円
- 純利益 3,281,660,685円
- 企業債残高 18,494,631,226円

## 水道局の組織
- 経営企画課、営業課、技術企画課、配水課、浄水統括事務所、上ヶ原浄水事務所、千苅浄水事務所、水質試験所、東部水道管理事務所、北部水道管理事務所、西部水道管理事務所[5]